# سیارک ۸۶۳۶
سیارک ۸۶۳۶ (به انگلیسی: 8636 Malvina، نامگذاری:1985UH2) هشت هزار و ششصد و سی و ششمین سیارک کشف شده‌است که در ۱۷ اکتبر ۱۹۸۵ کشف شد.
قدر مطلق سیارک برابر ۱۴٫۰۰ است.